# وهب رومية
وهب أحمد رُومِيَّة (1363- 1446 هـ / 1944- 2025 م) باحث وأديب وناقد سوري، وأستاذ جامعي. وهو عضو في مجمع اللغة العربية بدمشق، وعضو في لجنة تحكيم برنامج "أمير الشعراء" في موسمه الحادي عشر الذي تقيمه هيئة أبو ظبي للتراث. تميَّزت بحوثه ومؤلفاته بالعُمق والجِدَّة ممَّا جعلها تحظى بالقَبول والاهتمام لدى المثقفين والأدباء والنقَّاد العرب.

## ولادته وتحصيله
وُلد أبو مرار، وهب بن أحمد رُومِيَّة في اللاذقية عام 1363هـ/ 1944م. التحقَ بقسم اللغة العربية في كلية الآداب بجامعة دمشق، ونال منها الإجازة (بكالوريوس) عام 1967.
ثم رحل إلى مصر لمتابعة دراسته العليا، فحاز شهادة (ماجستير) من كلية الآداب بجامعة القاهرة في الدراسات الأدبية بتقدير ممتاز، عام 1974. ثم شهادة (دكتوراه) الدولة في الأدب القديم من الجامعة نفسها عام 1977 بمرتبة الشرف الأولى، مع التوصية بطبع الرسالة وتبادلها مع الجامعات.

## وظائفه وأعماله
عقب عودته من مصر حاصلًا على الدكتوراه عُيِّن مدرِّسًا للأدب القديم في قسم اللغة العربية وآدابها بجامعة دمشق عام 1978، وبدأ عمله أستاذًا زائرًا في معهد اللغات الأول في بكين، بجمهورية الصين الشعبية، عام 1978. ثم أستاذًا زائرًا في قسم الدراسات العليا بجامعة قسنطينة بالجزائر، عامي 1979 و1980. فأستاذًا في قسم اللغة العربية بجامعة صنعاء باليمن، من 1981 إلى 1985، وتولَّى رئاسة القسم عام 1982.
ثم عاد إلى دمشق أستاذًا مساعدًا في قسم اللغة العربية بجامعتها من 1986 إلى 1992. ثم غادر إلى الكويت للعمل أستاذًا مشاركًا في قسم اللغة العربية بالهيئة العامَّة للتعليم التطبيقي والتدريب، من 1992 إلى 2003. وعُيِّن رئيسًا للجنة الترقيات في القسم من 1997 إلى 2001.
وعاد مرَّة أخرى إلى جامعة دمشق أستاذًا للأدب القديم، وعُيِّن عميدًا لكلية الآداب والعلوم الإنسانية بالجامعة، عام 2009. درَّس في رحلته التعليمية عددًا من المقرَّرات: الأدب الجاهلي، والأدب الأموي، والأدب العباسي، وعلم الأسلوب، وأدب الطفل، والدراسات الفنية والجمالية.
أشرف على عدد من رسائل الماجستير والدكتوراه في جامعة دمشق، وشارك في مناقشة عدد من الرسائل والأطروحات في جامعة دمشق، وجامعة حلب، وجامعة اللاذقية (جامعة تشرين سابقًا)، وجامعة قسنطينة بالجزائر.

## نشاطاته ومشاركاته
- عضو في مجمع اللغة العربية بدمشق منذ 2016.[8]
- رئيس تحرير مجلة جامعة دمشق للعلوم الإنسانية.
- عضو هيئة تحرير مجلة التراث العربي، في اتحاد الكتَّاب العرب.
- عضو لجنة الترقية العلمية في: جامعة دمشق، وجامعة اللاذقية، وجامعة مؤتة بالأردن.
- باحث محكَّم في: (سلسلة عالم المعرفة - الكويت)، و(مؤسسة عبد العزيز البابطين للإبداع الشعري - الكويت)، و(حوليات كلية الآداب - الكويت)، و(مجلة الدراسات العربية والإسلامية - الإمارات العربية المتحدة)، و(مجلة جامعة دمشق للآداب والعلوم الإنسانية)، و(مجلة بحوث جامعة حلب) وغيرها.[9]
- عضو لجنة تحكيم برنامج "أمير الشعراء" في موسمه الحادي عشر، عام 2024، برعاية هيئة أبو ظبي للتراث.[10]

### مؤتمرات وندوات
- ندوة النقد العربي المعاصر، صنعاء 1985.
- مؤتمر الكتَّاب الآسيويين والإفريقيين، تونس 1987.
- دورة أبي فراس الحَمْداني، الجزائر 2000.
- مؤتمر الأدب الكويتي في نصف قرن، 2001.
- دورة علي بن المُقرِّب العيوني، البحرين 2002.
- مؤتمر ابن زيدون، قرطبة، إسبانيا 2004.
- مؤتمر الشعر العربي المعاصر، الكويت 2005.
- المؤتمر الدَّولي للنقد الأدبي، القاهرة 2008.
- ندوة معجم البابطين، الكويت 2008.[11]

## في مجمع الخالدين
انتُخب وهب رومية عضوًا عاملًا في مجمع اللغة العربية بدمشق في 27 أكتوبر (تشرين الأول) 2016، خلَفًا للشاعر الأستاذ سليمان العيسى، وصدر مرسوم تعيينه في 15 ديسمبر (كانون الأول) 2016، وأقيمت حفلة استقباله في 15 مارس (آذار) 2017. ألقى فيها رئيسُ المجمع الدكتور مروان المحاسني كلمة ترحيبية، ثم ألقى الدكتور ممدوح خسارة كلمة المجمع في بيان سيرة العضو الجديد ومكانته العلمية والخُلقية، ثم ألقى الدكتور وهب رومية كلمته التي تحدَّث فيها عن سلفه الراحل سليمان العيسى.
شارك الدكتور رومية في أعمال عدد من لجان المجمع، منها: لجنة اللغة العربية وعلومها، ولجنة مجلة المجمع، ولجنة النشاط الثقافي، ولجنة المخطوطات وإحياء التراث، ولجنة المكتبة.
وألقى في المجمع محاضرتين:
1. من نحن؟ بحث في الهوية، 2017.
2. الثقافة والعولمة الثقافية، 2018.[13]

## مؤلفاته وآثاره
1. قصيدة المدح حتى نهاية العصر الأموي بين الأصول والإحياء والتجديد، وِزارة الثقافة السورية، 1981.
2. الرحلة في القصيدة الجاهلية، مؤسسة الرسالة بيروت، 1982.
3. بنية القصيدة العربية، دار سعد الدين دمشق، 1994.
4. شعرنا القديم والنقد الجديد، سلسلة عالم المعرفة الكويت، العدد (207)، 1996.[14]
5. الشعر والناقد: من التشكيل إلى الرؤيا، سلسلة عالم المعرفة الكويت، العدد (331)، 2006.[15]
6. الشعر والذاكرة: التناصُّ بين الشعر العربي في القرن العشرين والشعر الجاهلي، دائرة الثقافة والسياحة، دار الكتب الوطنية، أبو ظبي 2019.[16]
7. من قضايا الثقافة، وِزارة الثقافة السورية، الهيئة العامَّة السورية للكتاب، ضمن سلسلة آفاق ثقافية، 2020.[17]

### البحوث والمقالات
نشر مجموعة من البحوث والمقالات في نقد الأدب العربي القديم والمعاصر في الدوريات الأدبية والثقافية، وعدد من المجلات؛ منها: (مجلة إبداع- القاهرة)، و(مجلة التراث العربي- دمشق)، و(مجلة المعرفة- دمشق)، و(مجلة فصول- القاهرة)، و(مجلة المعلِّم العربي- دمشق)، و(مجلة بحوث جامعة حلب)، و(مجلة اليمن الجديد)، و(مجلة الكويت)، وضمن كتاب (النص المفتوح- دار الآداب، بيروت)، و(الكتاب التذكاري بمناسبة مرور عام على رحيل الدكتور يوسف خليف- جامعة القاهرة).

## كُتِب عنه
- "وهَب روميَّة ذواقة الشعر والأدب 1944 - 2025 مَراثٍ وقراءاتٌ في نتاجه وفاءً لذكراه"، أشرف على إخراجه د. مقبل التام الأحمدي، صدر عن مجمع العربية السعيدة، صنعاء 2025.[18]

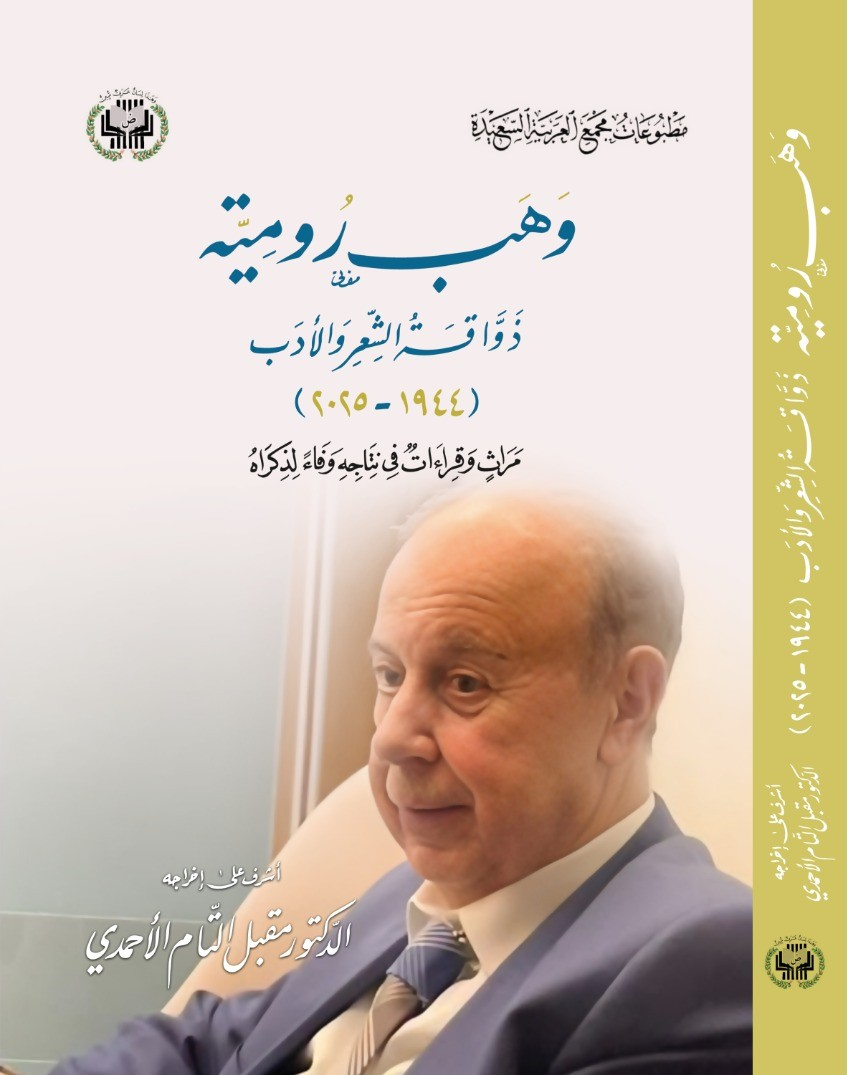

## جوائزه
- جائزة مؤسسة الكويت للتقدم العلمي، عن كتابه شعرنا القديم والنقد الجديد، عام 2007.
- جائزة الدولة التقديرية في مجال النقد من وِزارة الثقافة السورية، عام 2020.
- جائزة مؤسسة البابطين الثقافية للإبداع الشعري الدورة 19، جائزة الإبداع في نقد الشعر، عن كتابه "الشعر والذاكرة: التناصُّ بين الشعر العربي في القرن العشرين والشعر الجاهلي"، مناصفة مع الدكتور أحمد الجوة من تونس، أكتوبر 2024.[19]

## أسرته
تزوَّج وهب رومية أستاذة الأدب الأموي في كلية الآداب بجامعة دمشق الدكتورة فاطمة تَجُّور. ولهما ولدان: الدكتور مرار، والدكتورة وارفة.
- الطبيب الدكتور مِرار رومية: مختصٌّ بأمراض الأذن والأنف والحَنْجَرة، جراحة رأس وعُنق. تلقَّى دراساته العليا والماجستير في جامعة دمشق، حائز على شهادة البورد السوري من وِزارة الصحَّة السورية.
- الطبيبة الدكتورة وارفة رومية: مختصَّة بالجِراحة النسائية، حاصلة على ماجستير من جامعة دمشق، وحائزة على شهادة البورد العربي في أمراض النساء وجراحتها، وشهادة البورد السوري من وِزارة الصحَّة السورية.

## وفاته

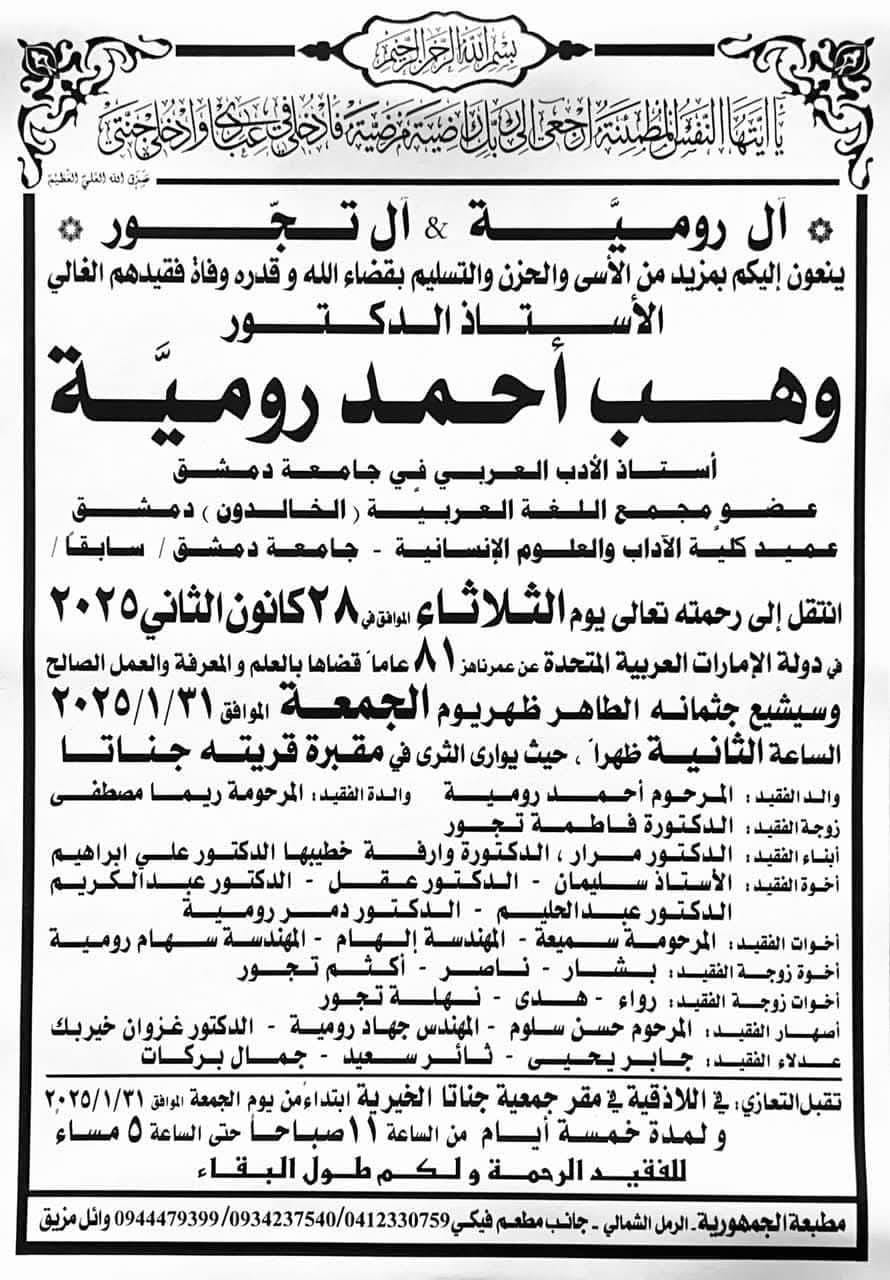

توفي في الإمارات العربية المتحدة، يوم الثلاثاء 28 رجب 1446هـ الموافق 28 يناير (كانون الثاني) 2025م، عن عمر ناهز واحدًا وثمانين عامًا. ونعاه مجمع اللغة العربية بدمشق. ونُقل جُثمانه إلى سورية، ودُفن في مقبرة قريته جناتا في ريف اللاذقية، ظهر يوم الجمعة أول شعبان 1446هـ الموافق 31 يناير 2025م.

## وصلات خارجية
- وهب رومية على موقع أرشيف الشارخ
- د. وهب أحمد رومية الأيام العلمية للجامعات السورية، منتدى مهارات اللغة العربية